# Lê Việt Hòa
Lê Việt Hòa (1935 – 2014) là nhạc sĩ người Việt Nam.

## Tiểu sử[2]

### Thời thơ ấu, niên thiếu và bắt đầu trưởng thành
Nhạc sĩ Lê Việt Hòa sinh ngày 21 tháng 11 năm 1935 trong một gia đình có truyền thống cách mạng. Ông là con trai thứ ba và có anh cả là bác sĩ, viện phó bệnh viện 109, chủ nhiệm khoa ngoại bệnh viện quân đội 108 còn anh thứ hai đã hy sinh. Ông sinh ra và lớn lên ở quê ngoại xã Tam Hiệp, huyện Phúc Thọ, thành phố Hà Nội và được ông bà nuôi lớn từ nhỏ vì mẹ đã mất sớm. Năm 12 tuổi, ông đã trở thành một liên lạc viên của đội vũ trang tuyên truyền tỉnh, đội dân quân Sơn Tây. Trong các năm 1949 –1950, Lê Việt Hòa vào Thiếu quân sinh. Ông gia nhập Sư đoàn 304, Quân khu Hữu Ngạn (tức là Quân khu 3 bây giờ). Trong khoảng thời gian phục vụ trong quân đội, ông vừa một chiến sĩ chiến trường cầm súng bảo vệ quê hương, đất nước, vừa là một chiến sĩ nghệ thuật cầm bút sáng tác các nhạc phẩm.

### Khi trung niên và lúc về già
Trong các năm 1959 đến năm 1963, Lê Việt Hòa học âm nhạc ở Khoa Nhạc cụ cổ truyền, Trường Âm nhạc Việt Nam, nay là Học viện Âm nhạc Quốc gia Việt Nam. Sau tốt nghiệp, ông làm việc tại Đoàn ca nhạc của Đài Tiếng nói Việt Nam. Nhạc sĩ, khi công tác ở đó, vừa thu thanh, vừa biểu diễn cho quân dân trong nhiều vùng chiến sự ác liệt trong kháng chiến chống Mỹ. Vào lúc ấy, ông đã kết hôn với cô giáo Phạm Thị Minh Hằng và có đứa con chính là NSND Lê Việt Hương ( phó chủ tịch hội điện ảnh Hà Nội ). Vào năm 1969, Lê Việt Hòa học khóa đại học về môn sáng tác trong 5 năm ở Nhạc viện. Sau khi tốt nghiệp khoa này, ông trở lại Đài Tiếng nói Việt Nam, trở thành con người năng nổ với tư cách là phóng viên, biên tập viên âm nhạc và nhạc sĩ. Sau quá trình công tác ở Đài Tiếng nói Việt Nam, Lê Việt Hòa nghỉ hưu. Ông đi khắp nơi để tìm cảm hứng sáng tác cho mình.
Nhạc sĩ Lê Việt Hòa qua đời vào ngày 31 tháng 3 năm 2014, vào lúc 15 giờ 57 phút. Tang lễ ông được cử hành tại Nhà tang lễ Thành phố Hà Nội, 125 Phùng Hưng, Hà Nội.

## Phong cách sáng tác[2]
Quan điểm sáng tác của nhạc sĩ Lê Việt Hòa rất rõ ràng: 
| “ | Muốn kế thừa âm nhạc truyền thống, người nhạc sĩ phải luôn sáng tạo từ những tinh túy của truyền thống, chứ không phải là cóp nhặt nguyên xi truyền thống | ” |

hay 
| “ | Muốn viết được bài hát cho mọi người thì người nhạc sĩ phải đằm mình vào thực tế đời sống mới có cảm xúc phong phú để sáng tác | ” |

Với những quan niệm sáng tác này, âm nhạc của Lê Việt Hòa không chỉ đậm đà chất dân gian, mang đặc sắc của nhiều vùng miền, mà còn như chính cảm nhận của Nghệ sĩ nhân dân Việt Hương, mang giai điệu, tiết tấu mới lạ, bất ngờ và sang trọng. Điều này có ảnh hưởng đến con gái của người nhạc sĩ.

## Các sáng tác[1]
Các ca khúc của Lê Việt Hòa được tập hợp trong Tuyển tập ca khúc Lê Việt Hòa, các bài hát đáng chú ý là: 
- Gửi em chiếc nón bài thơ (phỏng theo thơ Sơn Tùng)
- Gửi sông La (phỏng theo thơ Hoàng Thị Minh Khanh)
- Nhớ xứ Đoài
- Mùa xuân sông Tô

## Giải thưởng
- Giải thưởng Nhà nước về văn học nghệ thuật năm 2017 cho các tác phẩm: Gửi em chiếc nón bài thơ, Gửi sông La.